# Pinus ayacahuite
Pinus ayacahuite är en tallväxtart som beskrevs av Christian Gottfried Ehrenberg och Diederich Franz Leonhard von Schlechtendal. Pinus ayacahuite ingår i släktet tallar, och familjen tallväxter.
Arten förekommer i Centralamerika från centrala Mexiko till Guatemala, Honduras och El Salvador. Den växer i regioner som ligger 1500 till 3600 meter över havet. Pinus ayacahuite ingår i barrskogar. Den hittas ofta på lerig mark.
Trädet blir ofta högt och stammen är vanligen rak vilket gör arten särskild nyttig för skogsbruket. För tallens trä finns flera olika användningsområden. I samband med skogsbruket odlas även hybrider med Pinus ayacahuite och andra tallar.
Regionalt kan alltför intensivt bruk skada beståndet. IUCN kategoriserar arten globalt som livskraftig.

## Underarter
Arten delas in i följande underarter:
- P. a. ayacahuite
- P. a. veitchii

## Bildgalleri

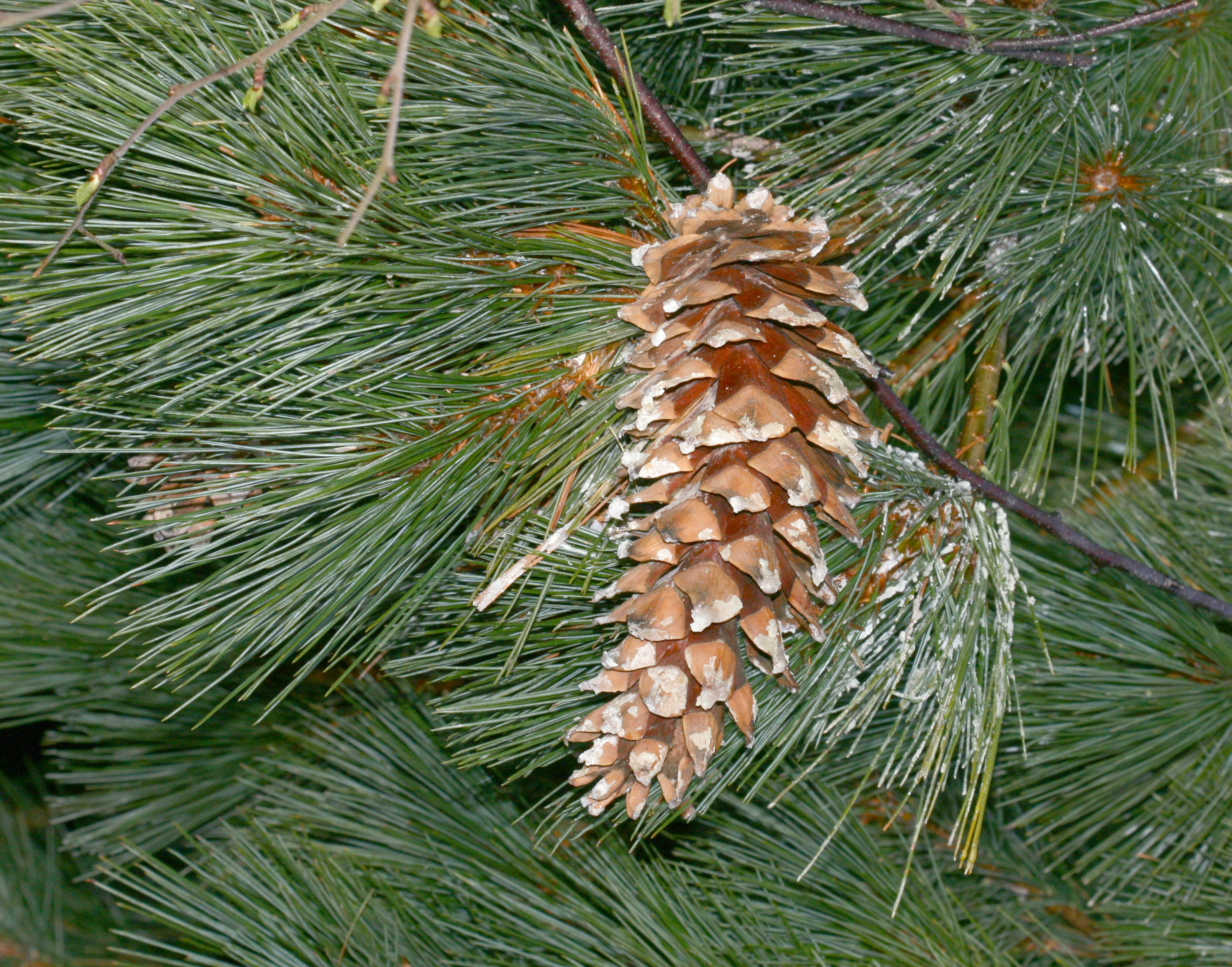
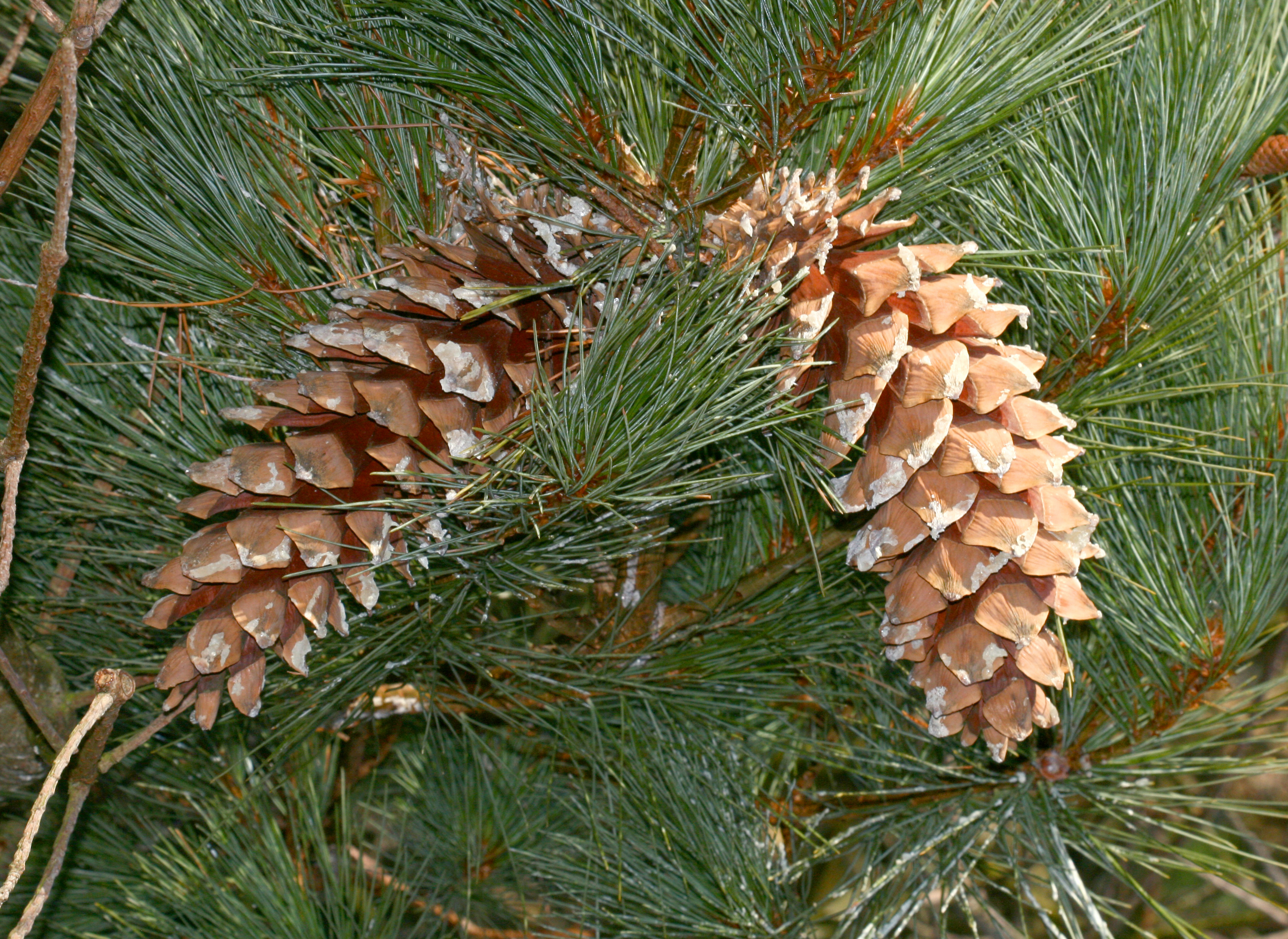
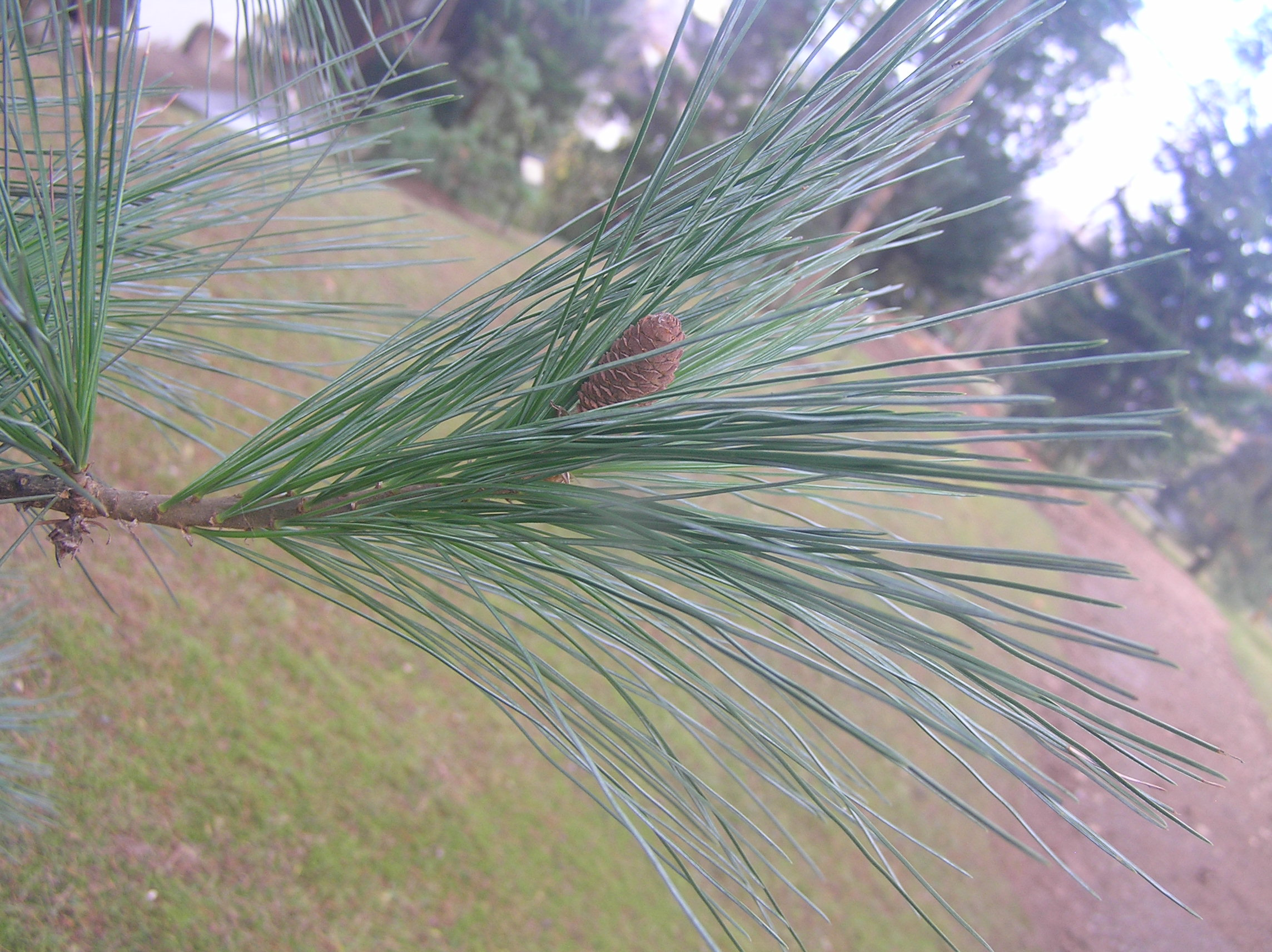